# Tuoshi (köpinghuvudort i Kina, Hubei Sheng, lat 30,73, long 112,83)
Tuoshi (kinesiska: 拖市镇) är en köpinghuvudort i Kina. Den ligger i provinsen Hubei, i den centrala delen av landet, omkring 140 kilometer väster om provinshuvudstaden Wuhan. Antalet invånare är 58 347. Befolkningen består av 28 689 kvinnor och 29 658 män. Barn under 15 år utgör 12,0 %, vuxna 15-64 år 79 %, och äldre över 65 år 8,0 %.
Runt Tuoshi är det tätbefolkat, med 591 invånare per kvadratkilometer.  Trakten runt Tuoshi består till största delen av jordbruksmark.
Genomsnittlig årsnederbörd är 1 225 millimeter. Den regnigaste månaden är maj, med i genomsnitt 180 mm nederbörd, och den torraste är december, med 15 mm nederbörd.